# Hans-Gustav Klobeck

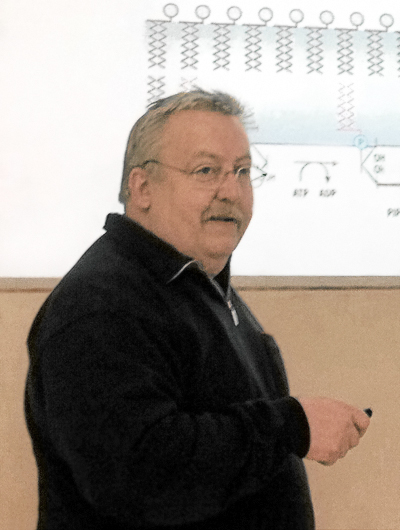
Professor Klobeck (2011)

Hans-Gustav Klobeck (* 29. März 1954; † 4. März 2013) war ein deutscher Molekularbiologe und Professor am Adolf-Butenandt-Institut der Ludwig-Maximilians-Universität München. Er begann in den Jahren 1977/1978  seine Promotion und schloss diese 1980 mit dem Dissertationsthema Strukturuntersuchungen an Hühnererythrocyten-Chromatin mit Hilfe von Nukleasespaltungen ab. Im Jahr 1982 kam er schließlich ans Adolf-Butenandt-Institut, an dem er bis zu seinem Tod durch Herzversagen arbeitete.
Klobeck forschte an der Entstehung von Antikörpern, insbesondere an der VDJ-Rekombination.

## Publikationen
- 1980: Strukturuntersuchungen am Hühnererythrocyten-Chromatin mit Hilfe von Nukleasespaltungen
- 1987: Immunglobulingene des Menschen: umgelagerte Gene für Kappa-Ketten und Mechanismen der Rekombination